# Niccolò Bambini
Niccolò Bambini (1651 – 1736) fue un pintor veneciano del cual no se conocen muchos datos. También en la ciudad de los canales realizó sus primeros estudios como alumno de Giulio Mazzoni. Se trasladó a Roma, convirtiéndose en un discípulo de Carlo Maratta. Pintó para la Iglesia de San Esteban, en Venecia, poco después de su regreso de Roma. Tuvo dos hijos, también pintores, Giovanni y Stefano.

## Obra
- Triunfo de Chile (1682), Palazzo Pesaro de Venecia
- La violación de las Sabinas, Museo Capitolino, Pinacoteca Capitolina, de Roma
- Rapto de Helena, colección privada
- Glorificación de Venecia y la familia Delfín, Ca' Dolfin, Venecia
- Rebeca junto al pozo
- Adoración de los Magos, Iglesia de San Zaccaria en Venecia
- La Masacre de los Inocentes, Basílica de Santa María dei Frari, Venecia
- Ariadna y Teseo
- Moisés golpeando la roca. Iglesia San Moisé, Venecia
- Comunión milagrosa du Santa Teresa de Jesús , Iglesia de Santa María de Nazareth (Venecia)
- San José aparece en Santa Teresa y libres de un encuentro peligroso , Iglesia de Santa María de Nazareth (Venecia)

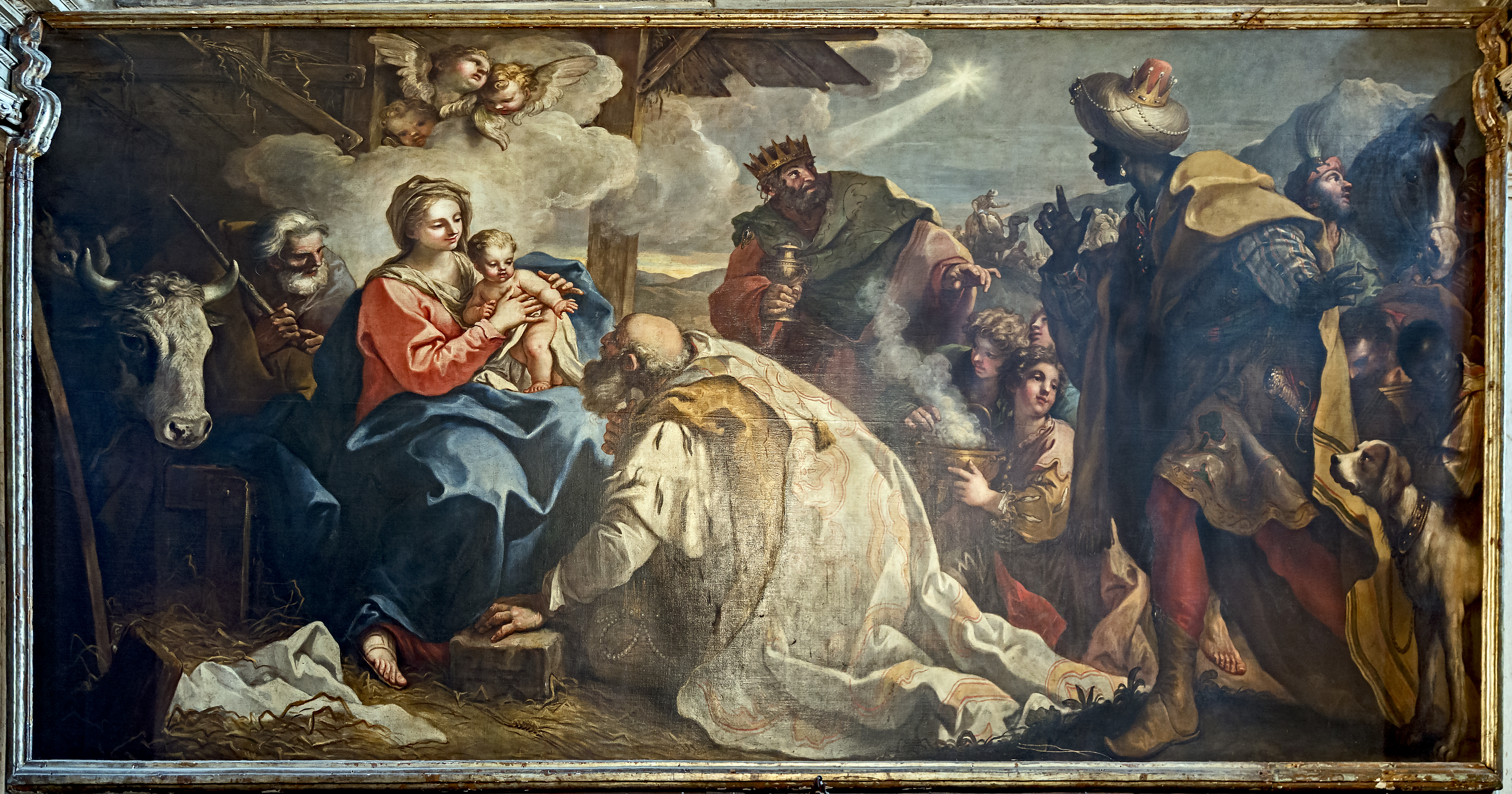
Adoración de los Magos, Iglesia de San Zaccaria en Venecia
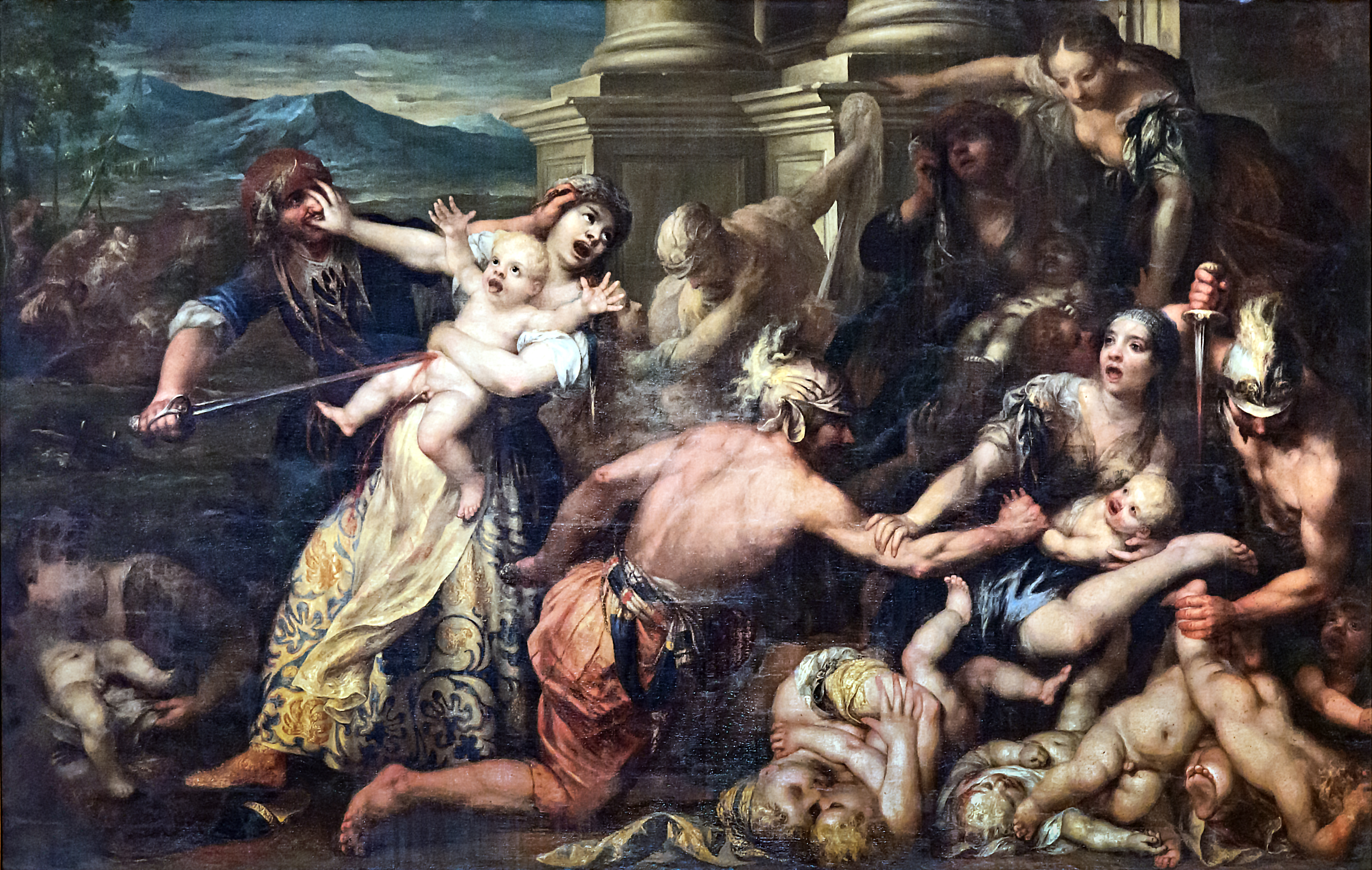
La Masacre de los Inocentes, Basílica de Santa María dei Frari
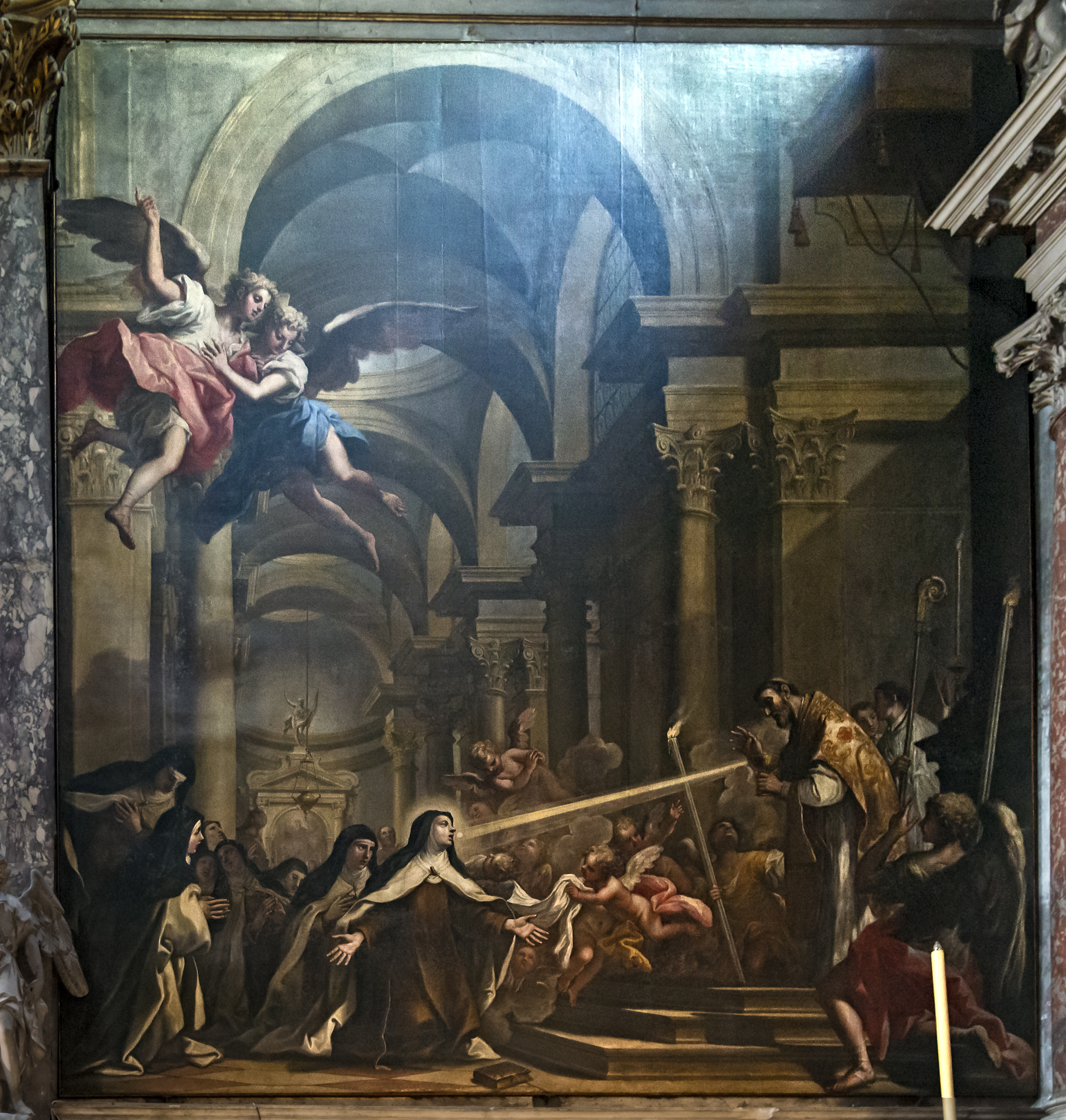
Comunión milagrosa du Santa Teresa, Santa María de Nazareth
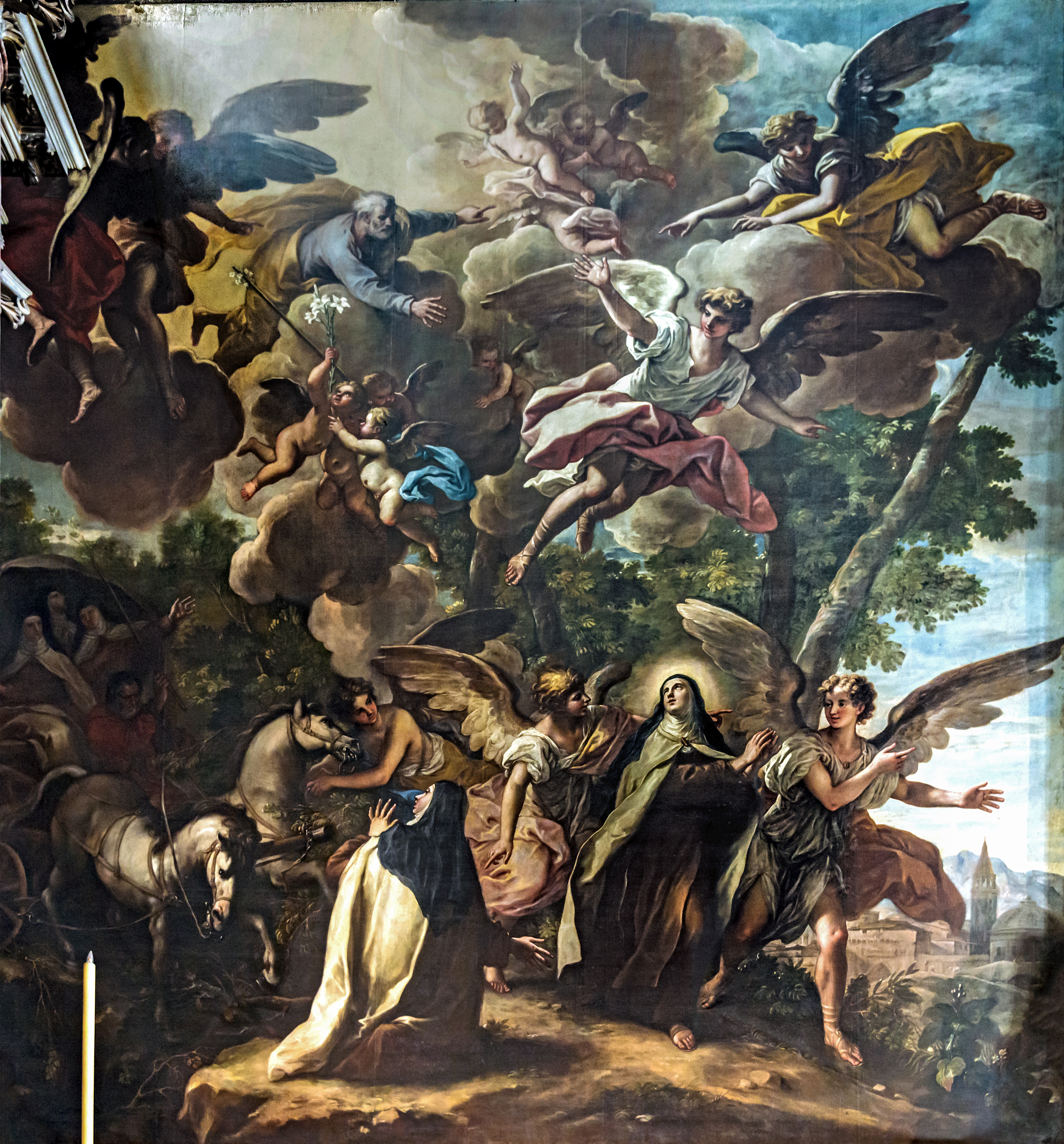
San José aparece en Santa Teresa , Iglesia de Santa María de Nazareth (Venecia)

## Fuente
- Datos: Q1111424
- Multimedia: Niccolò Bambini / Q1111424